# Jürgen Böhme
Jürgen Böhme (* 23. Oktober 1955 in Osterode am Harz) ist ein deutscher Kirchenmusiker und Dirigent.

## Leben
Böhme ist in Kiel, Plön und Flensburg aufgewachsen. An der Musikhochschule Köln studierte Böhme Dirigieren, Kirchenmusik und Künstlerisches Orgelspiel. Musikwissenschaft, Philosophie und Germanistik studierte er an der Universität Bonn. Dort promovierte er 1987 mit einer Dissertation über den Hindemith-Lehrer Arnold Mendelssohn zum Dr. phil.
Als hauptamtlicher Kirchenmusiker arbeitete Böhme zunächst in Lünen in Westfalen und dann als Orchesterleiter in Hamm. Es folgten Tätigkeiten als Chordirektor der Halleschen Philharmonie und als Leiter der Robert-Franz-Singakademie in Halle an der Saale, sowie als Universitätsmusikdirektor in Saarbrücken. Von 2000 bis September 2006 war er Akademischer Musikdirektor und Hochschuldozent für künstlerische Praxis und Dirigieren an der Universität Koblenz-Landau und leitete neben dem Universitäts-Chor auch das „Junge Sinfonie-Orchester Koblenz“. Bis 2004 nahm er zeitgleich auch die Position des Intendanten des Internationalen „Jacques-Offenbach-Festivals“ in Bad Ems wahr.
Seither widmet sich der Celibidache-Schüler ausschließlich dem Dirigieren, gastiert regelmäßig bei Chören und Orchestern im In- und Ausland, so in letzter Zeit vor allem bei Orchestern der Russischen Föderation (Kaliningrad, Lipezk, Woronesch, St. Petersburg). Gasteinladungen führten ihn darüber hinaus auch nach England, in die Schweiz und nach Italien.
2004 übernahm er die musikalische Leitung des Polizeichores Koblenz, von Frühjahr 2007 bis Frühjahr 2009 leitete er den Bach-Chor Bonn, bevor er dort seinen Rücktritt als Leiter erklärte.

## Diskografie
Bei den nachfolgenden Produktionen hatte Jürgen Böhme die Leitung:
- Machet die Tore weit. Kissing, Hamburg; Vertrieb: Fono-Schallplattengesellschaft Wildner. Laer (1996)
- Hans-Georg Wolos: Die Kinder von Girouan. Leico Records, Schmelz (1999)
- Festliches Konzert. Leico Records, Schmelz (1999)

## Schriften
- Komponieren um 1920 im Spannungsfeld zwischen Tradition und Moderne, dargestellt am Beispiel der Klavier- und Kammermusik Arnold Mendelssohns. (Dissertation), Universität Bonn, 1986.
- Arnold Mendelssohn und seine Klavier- und Kammermusik (= Europäische Hochschulschriften. Reihe 36: Musikwissenschaft 30). Lang, Frankfurt am Main u. a. 1987, ISBN 3-8204-0958-0.
- Wege zur alten Musik. Fritz Neumeyer. Stationen und Dokumente (= Schriften der Saarländischen Universitäts- und Landesbibliothek 2). Röhrig, St. Ingbert 1996, ISBN 3-86110-097-5.